# Rebel Moon – 2. rész: A sebejtő
A Rebel Moon – 2. rész: A sebejtő (eredeti cím: Rebel Moon – Part Two: The Scargiver) 2024-ban bemutatott amerikai sci-fi akciófilm, amelyet Zack Snyder rendezett. A 2023-as Rebel Moon – 1. rész: A tűz gyermeke című film folytatása. A főbb szerepekben Sofia Boutella, Djimon Hounsou, Ed Skrein, Michiel Huisman és Bae Doona látható.
Amerikában 2024. április 12-én a mozikban, míg Magyarországon 2024. április 19-én mutatták be a Netflixen.

## Cselekmény
Kora és szövetségesei – Gunnar, Tarak, Nemezis, Titus és Milius – visszatérnek Kora és Gunnar falujába, Veldtre. Azt hiszik, hogy Atticus Noble, akit Kora megölt, halott, és sikerült megakadályozniuk, hogy az Imperium visszatérjen a faluba, hogy begyűjtse annak gabonakészletét. Azonban Aris, aki kettős ügynökként dolgozik a falu és az Imperium számára, figyelmezteti őket, hogy az Imperium öt napon belül megérkezik. A harcosok csatlakoznak a falusiakhoz, hogy három nap alatt betakarítsák a gabonát, és a lisztet felhasználják arra, hogy alkut ajánljanak az Imperiumnak, hátha így elkerülhetik a falu lebombázását. A fennmaradó két napban Titus a falusiakat harcra készíti fel.  
Kora és Gunnar szerelmi kapcsolatba kerülnek. Kora bevallja, hogy Balisarius kényszerítette, hogy részt vegyen az Anyavilág királyi családjának meggyilkolásában – ő maga lőtte le Issa hercegnőt. Balisarius megpróbálta őt megvádolni az államcsínnyel, de Kora egy Imperium szállítóhajóval Veldtre menekült, hogy elrejtőzzön a törvény elől.
A következő két napban a csapat harcra készíti fel a néhány harcképes falusit, kidolgozva egy tervet: árkokat és alagutakat ásnak a földeken, robbanószereket helyeznek el, és felkészítik Kora szállítóhajóját. Eközben a csapat tagjai megosztják egymással múltjukat, ám Kora nem hajlandó elárulni, hogy részt vett a királyi család meggyilkolásában. Amikor Noble megérkezik a dreadnoughtjával, csapatai átvizsgálják a falut, és azonosítják, hol rejtőznek a nők és a gyerekek, akiket Nemezis és Aris védelmez. Az Imperium katonákat küld, hogy elfogják őket, ezzel kényszerítve Korát, hogy megadja magát. Noble megígéri, hogy megkíméli a falusiakat, ha Kora önként feladja magát, és Kora beleegyezik. Gunnar azonban nem hajlandó elfogadni Kora önfeláldozását, ezért elindítja a csapdát és megpróbál vele együtt elmenekülni. Titus és Tarak vezetésével a falu sikeresen visszaveri az első támadási hullámot, azonban Nemezis hősi halált hal, miközben a nőket és gyerekeket védi.
A második hullámban érkező, nehézpáncélos és gépesített Imperium csapatok túlereje visszaszorítja a maradék védőket, miközben jelentős pusztítást végeznek a faluban. Kora és Gunnar azonban Kora szállítóhajóját és ellopott Imperium-egyenruhákat használva beszivárognak Noble dreadnoughtjára, ahol Kora robbanószereket helyez el a hajó energiaforrásán. Jimmy megérkezik, hogy segítse a falusiakat és szövetségeseiket az ellenséges erők visszaverésében. A robbanószerkezetek aktiválódnak, megsemmisítve a dreadnoughtot. Gunnar halálosan megsebesül, és bár Noble fölénybe kerül Kora ellen a párbajukban, Gunnar az utolsó erejével megsebzi, majd Kora végez vele. Kora és Gunnar elmenekülnek a pusztuló dreadnoughtról, és ekkor Darrian Véresbárdú és lázadó erői érkeznek meg hajóikkal, hogy elpusztítsák az Imperium megmaradt csapatait Veldten. Gunnar azonban belehal sérüléseibe.  
A csata után a falu gyászolja a halottakat, és Kora végre bevallja a múltját. Titus azonban felfedi, hogy már tudott róla, és egy még nagyobb titkot is megoszt: Issa, a királyi család tagja, akit Kora azt hitte, hogy megölt, még mindig él. A csapat elhatározza, hogy megkeresik Issát és harcba szállnak Balisarius, az Anyavilág és az Imperium ellen.

## Szereplők
| Szerep             | Színész                                 | Magyar hang       | Leírás |
| ------------------ | --------------------------------------- | ----------------- | --- |
| Kora / Arthelais   | Sofia Boutella                          | Pálmai Anna       | Az Imperium egykori katonája, aki harcosokat gyűjt össze a galaxis minden részéből, hogy harcoljanak az Anyavilág ellen. |
| Titus              | Djimon Hounsou                          | Galambos Péter    | Az Imperium egykori tábornoka, akit az Anyavilág elleni harc vezetésére szerveztek be.                                   |
| Atticus Noble      | Ed Skrein                               | Szatory Dávid     | Admirális és Balisarius jobbkeze.                                                                                        |
| Gunnar             | Michiel Huisman                         | Simon Kornél      | Farmer, aki titokban szerelmes Kora-ba, aki csatlakozik hozzá, hogy megvédje szülőbolygóját, Veldt-et.                   |
| Nemezis            | Bae Doona                               | Zsigmond Tamara   | Kiborg kardmester. |
| Darrian Véresbárdú | Ray Fisher                              | Gacsal Ádám       | Harcos és Devra bátyja, akit Kora toborzott.                                                                             |
| Jimmy              | Dustin Ceithamer Anthony Hopkins (hang) | Fodor Tamás       | A mechanikus lovagok fajának utolsó tagja                                                                                |
| Tarak              | Staz Nair                               | Ember Márk        | Nemesemberből lett kovács, aki képes kapcsolatot teremteni a természet állataival.                                       |
| Balisarius         | Fra Fee                                 | Kovács Lehel      | Zsarnok és Kora nevelőapja, aki átvette az irányítást az Anyavilág felett.                                               |
| Devra Véresbárdú   | Cleopatra Coleman                       | Nemes Takách Kata | Darrian húga és az Anyavilággal szembeszálló lázadók csoportjának vezetője.                                              |
| Den                | Stuart Martin                           | Papp Dániel       | Helyi gazda, vadász és Kora volt barátja.                                                                                |
| Hagen              | Ingvar Sigurdsson                       | Sztarenki Pál     | Kora barátja, aki segített neki újjáépíteni az életét, miután elhagyta az Imperiumot.                                    |
| Cassius            | Alfonso Herrera                         | Nagy Sándor       | Noble csapatának harcosa.                                                                                                |
| Király             | Cary Elwes                              | Lux Ádám          | |
| Királynő           | Rhian Rees                              |                   | |
| Issa hercegnő      | Stella Grace Fitzgerald                 |                   | |
| Millius            | E. Duffy                                | Nagy Katica       | Lázadó harcos Devra parancsnoksága alatt.                                                                                |
| Aris               | Sky Yang                                | Baráth István     | Fiatal anyavilági katona, aki szembeszáll bajtársai brutalitásával.                                                      |
| Sam                | Charlotte Maggi                         | Rudolf Szonja     | Vízilány, aki szívélyesen fogad minden kívülállót, aki a falujába jön.                                                   |

### Magyar változat
- Magyar szöveg: Blahut Viktor
- Hangmérnök: Formusa Group
- Vágó: Wünsch Attila
- Gyártásvezető: Vigvári Ágnes
- Szinkronrendező: Szalay Csongor
- Produkciós vezető: Fekete Márk

A szinkront a Direct Dub Studios készítette el.

## A film készítése
A Rebel Moont Kuroszava Akira művei, a Csillagok háborúja-filmek és a Heavy Metal magazinok inspirálták; a logó az utóbbiak előtt tiszteleg. Snyder eredetileg a főiskolán fogalmazta meg a film ötletét, mielőtt 1997-ben Johnstaddal megbeszélte volna a témát.
Snyder ezután Star Wars-filmként vetette fel a Lucasfilmnek, nem sokkal azután, hogy 2012-ben eladták a The Walt Disney Company-nak.
A második rész több mint 16,6 millió dollárnyi adókedvezményt kapott Kalifornia államtól, mivel a gyártás során több mint 83 millió dollárt költöttek az államban. A két részből álló film forgatásával együtt az alapvető fizetések a kaliforniai munkavállalóknak és az állambeli beszállítóknak történt kifizetések összesen 166 millió dollárt tettek ki.

### Forgatás
A forgatás 2022. április 19-én kezdődött, és Snyder még aznap megosztotta az első forgatási képeket a Twitteren.A film készítése december 2-ig tartott.